# Vanessa Berther
Vanessa Berther (1992) è un'ex sciatrice alpina statunitense.

## Biografia
Attiva in gare FIS dal dicembre del 2007, in Nor-Am Cup la Berther esordì il 2 dicembre 2008 a Winter Park in slalom speciale, senza completare la prova, conquistò un podio (il 15 dicembre 2008 a Panorama in slalom gigante, 3ª) e prese per l'ultima volta il via il 15 dicembre 2012 nella medesima località in slalom speciale, senza completare la prova. Si ritirò durante la stagione 2014-2015 e la sua ultima gara fu uno slalom gigante universitario disputato il 26 febbraio ad Alyeska, chiuso dalla Berther al 32º posto; in carriera non debuttò in Coppa del Mondo né prese parte a rassegne olimpiche o iridate.

## Palmarès

### Nor-Am Cup
- Miglior piazzamento in classifica generale: 18ª nel 2010
- 1 podio:
  - 1 terzo posto